# Pitadava bella
Pitadava bella är en insektsart som beskrevs av Irena Dworakowska 1995. Pitadava bella ingår i släktet Pitadava och familjen dvärgstritar. Inga underarter finns listade i Catalogue of Life.